# Jacob Martini Waldius
Jacob Martini Waldius, född i Solvalla, död 24 december 1697 i Simtuna socken, var en svensk präst och riksdagsman.

## Biografi
Jacob Martini Waldius var son till en Mårten i Solvalla, och kallade sig under studierna omväxlande Solwallius och Roslagius. Han inskrevs vid Uppsala universitet 1645 och disputerade 1658 för Olaus Unonius, varpå han blev notarie vid domkaptlet, prästvigdes 1660 och promoverades till magister 1661. Han fick 1670 tjänsten som kyrkoherde i Uppsala-Näs för att 1685 bli kyrkoherde i Simtuna socken. Han var kontraktsprost från 1688 tills han av sjukdom 1695 inte längre kunde ha sysslan.
Waldius var 1675 riksdagsman.
Han var gift med Anna Kolmodin, dotter till Michael Erici Kolmodin och syster till Israel Kolmodin. Deras sonson var Eric Waldius. En dotter var gift med hans efterträdare i Simtuna och mor till Martin Wilhelmsson Kammecker.